# Bistum Mar del Plata
Das Bistum Mar del Plata (lat.: Dioecesis Maris Platensis, span.: Diócesis de Mar del Plata) ist eine in Argentinien gelegene römisch-katholische Diözese mit Sitz in Mar del Plata.

## Geschichte
Das Bistum Mar del Plata wurde am 11. Februar 1957 durch Papst Pius XII. aus Gebietsabtretungen des Erzbistums La Plata und des Bistums Bahía Blanca errichtet. Am 27. März 1980 gab das Bistum Mar del Plata Teile seines Territoriums zur Gründung des Bistums Chascomús ab. Das Bistum Mar del Plata ist dem Erzbistum La Plata als Suffraganbistum unterstellt.

## Bischöfe von Mar del Plata
- Enrique Rau, 1957–1971
- Eduardo Francisco Pironio, 1972–1975, dann Pro-Präfekt der Kongregation für die Orden und Säkularinstitute
- Rómulo García, 1976–1991, dann Erzbischof von Bahía Blanca
- José María Arancedo, 1991–2003, dann Erzbischof von Santa Fe de la Vera Cruz
- Juan Alberto Puiggari, 2003–2010, dann Erzbischof von Paraná
- Antonio Marino, 2011–2017
- Gabriel Antonio Mestre, 2017–2023, dann Erzbischof von La Plata
- José María Baliña, 2023 (vor der Amtseinführung zurückgetreten, danach Weihbischof in Chascomús)
- Gustavo Manuel Larrazábal CMF, 2023–2024 (vor der Amtseinführung zurückgetreten, danach wieder Weihbischof in San Juan de Cuyo)
- Ernesto Giobando SJ, seit 2024